# انتشار المسيحية

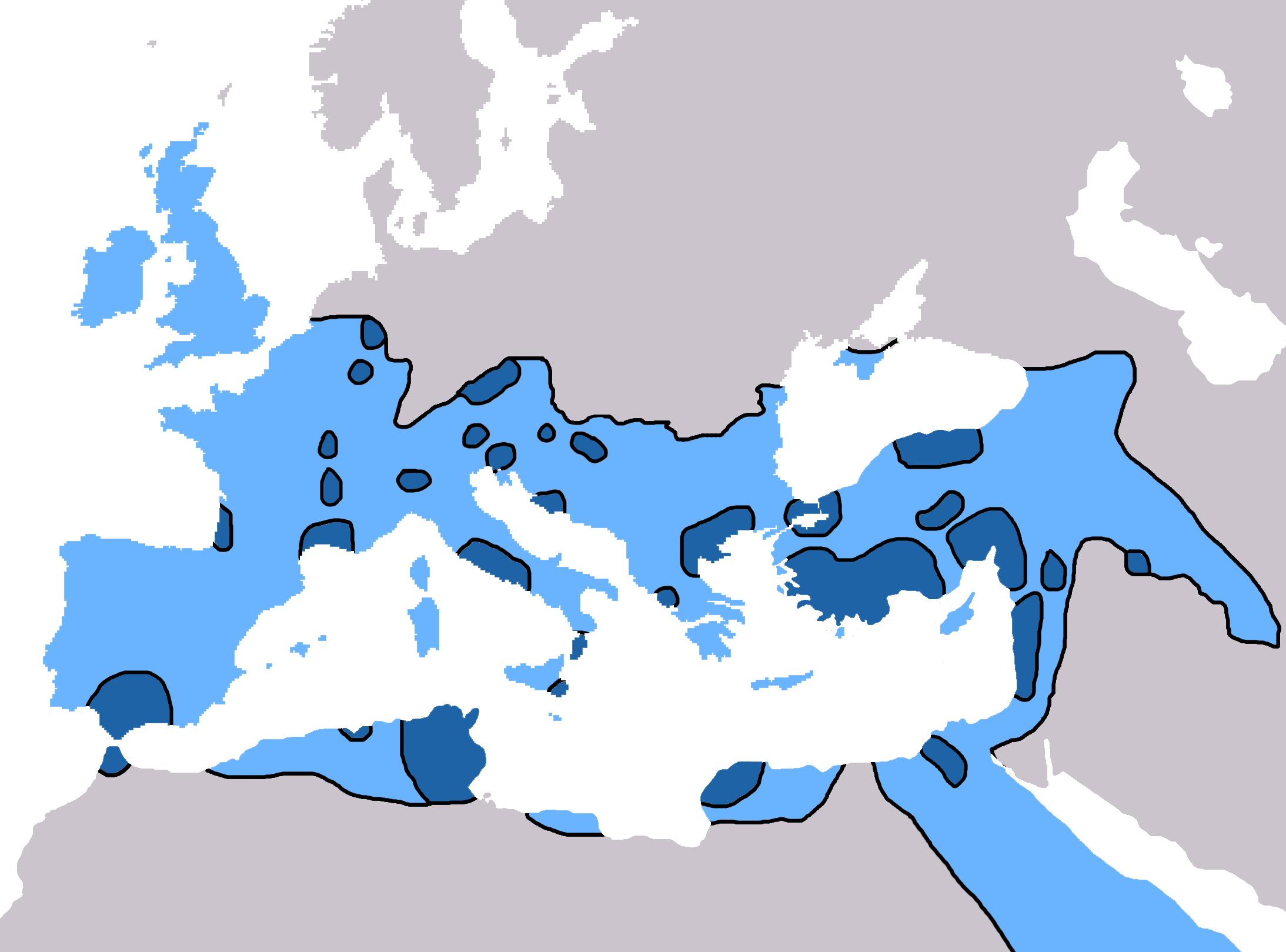
خريطة لانتشار المسيحية في أوروبا وجنوب غرب آسيا وشمال إفريقيا حتى عام 600 م. منطقة "مسيحية ذات غالبية مسيحية بحلول 325 بعد الميلاد" ملونة باللون الأزرق الداكن ، "يغلب عليها المسيحيون بحلول عام 600 بعد الميلاد" ملونة باللون الأزرق الفاتح.

بدأت المسيحية (بالإنجليزية: Christianity) كمذهب في يهودية الهيكل الثاني في القرن الأول في مقاطعة يهودا في الإمبراطورية الرومانية، إذ انتشرت من هناك إلى جميع أنحاء الإمبراطورية الرومانية وحتى خارجها.

## المنشأ
ظهرت المسيحية «كطائفة يهودية في فلسطين الرومانية» في العالم الهيلينستي المتفق عليه في القرن الأول الميلادي، الذي قاده الدستور الروماني والثقافة اليونانية. بدأت المسيحية مع ظهور يسوع، الذي أعلن مجيء ملكوت الله. بعد صلبه، زعم بعض من أتباعه أنهم رأوه ومن ثم أعلنوا أنه مايزال حيّ بعد أن أنقذه الله وأحياه من جديد. أشارت «قيامة يسوع إلى المؤمنين الأوائل بأن أيام الآخرة باتت قريبة، وأعطت الزخم في بعض الطوائف المسيحية لتمجيد مكانة الابن الإلهي والملكية وملكوت الله واستئناف الرسالة التبشيرية».

## عصر الرُّسل
من الناحية التاريخية، تُسمى السنوات التي تلت ظهور يسوع حتى وفاة آخر تلاميذ المسيح الإثني عشر بعصر الرُّسل، بعد البعثات التبشيرية المسيحية. بحسب ما جاء في سفر أعمال الرُّسل (الموثوقية التاريخية لأعمال الرُّسل المختلف عليها)، فقد بدأت كنيسة القدس في عيد العنصرة مع حوالي 120 من المؤمنين مجتمعين في «غرفة علوية»، يعتقد البعض أنها علية صهيون، حيث يستقبل الرُّسل الروح القدس بعد موت وقيامة يسوع لنشر رسالته.
تصور كتابات العهد الجديد ما تسميه الكنائس المسيحية الأرثوذكسية بالإرسالية الكبرى، وهو حدث يتم فيه وصف ظهورات يسوع بعد القيامة ويوعز إلى تلاميذه بنشر رسالته التبشيرية بمجيء ملكوت الله إلى جميع أمم العالم. إن النسخة الأكثر شهرة من الإرسالية الكبرى موضحة في كتاب ماثيو 28: 16-20، إذ يدعو يسوع أتباعه للصعود إلى جبل في منطقة الجليل إلى ضمّ الأمم جميعها وتعميدها باسم الأب والابن والروح القدس.
سُجّل تحوّل بولس إلى المسيحية لأول مرة في النصوص 9: 13-16. قام بيتر بتعميد الكورنيليون الروماني كرنيليوس، الذي يُعتبر أول جنتايل (وثني) يتحول إلى المسيحية في النص 10. وبناءً على هذا، تم تأسيس كنيسة أنطاكية. ومن المعتقد أيضًا أنه تم وضع مصطلح (مسيحي) هناك أيضًا.

### البعثات التبشيرية
بعد وفاة يسوع، ظهرت المسيحية لأول مرة باعتبارها طائفة من اليهودية في مقاطعة يهودا في الإمبراطورية الرومانية. كان المسيحيين الأوائل جميعهم من اليهود، الذين شكلوا طائفة يهودية الهيكل الثاني مع علم الآخرات الزماني.
كان مجتمع القدس يتألف من «العبريين» واليهود الذين يتحدثون اللغتين الآرامية واليونانية على حد سواء، و«الهيلينستيين» وهم اليهود الذين يتحدثون اليونانية فقط، وربما يهود الشتات الذين استقروا في القدس. ومع بداية نشاطهم التبشيري، بدأ المسيحيون اليهود الأوائل أيضًا في اجتذاب البروسليتيين والجنتايل الذين تحولوا كليًا أو جزئيًا إلى اليهودية. وفقا لدون، فإن اضطهاد بولس الأول للمسيحيين ربما كان موجهًا ضد هؤلاء الناطقين بالغة اليونانية. «الهيلينستيين» وذلك بسبب سلوكهم المعادي للهيكل داخل الطائفة المسيحية اليهودية المبكرة، وهذا أيضًا جعلهم بعيدين عن «العبريين» والمشكن.
انتشر النشاط التبشيري المسيحي وأنشأ ببطء مراكز مبكرة للمسيحية مع الجنتايل في النصف الشرقي من الإمبراطورية الرومانية الناطق باللغة اليونانية في معظمه، ثم في جميع أنحاء العالم الهيلينستي وصولًا إلى خارج الإمبراطورية الرومانية. جُمعت المعتقدات المسيحية المبكرة في الكرازة (البشارة)، ويوجد قسم منها محفوظ في كتاب العهد الجديد. انتشرت أولًا الرواية الإنجيلية الشفاهية، وربما كُتبت في الأصل باللغة الآرامية، لكن سرعان ما تمت كتابتها باللغة اليونانية.
اتسع نطاق البعثة اليهودية المسيحية مع مرور الوقت. بينما اقتصرت رسالة يسوع على جمهور يهودي تواجد في منطقتي الجليل ويهودا، وبعد وفاته قام أتباعه بتوسيع نطاق التواصل بين كافة أنحاء إسرائيل، وفي نهاية المطاف بين جميع يهود الشتات في العالم، معتقدين أن المجيء الثاني ليسوع لن يحدث إلا عندما يتلقى جميع اليهود الإنجيل الخاص بهم. سافر الرُّسل والمبشرين إلى الشتتات اليهودي حول البحر الأبيض المتوسط واجتذبوا في البداية المتحولين من اليهود. وخلال 10 سنوات من وفاة يسوع، اجتذب الرُّسل المتحمسين للتحول إلى المسيحية من القدس وأنطاكية وأفسس وكورنث وسالونيك وقبرص وكريت والإسكندرية وروما. أُنشئت أكثر من 40 كنيسة بحلول عام 100 ميلادي، معظمها في آسيا الصغرى مثل كنائس آسيا السّبع وبعضها الآخر في اليونان وإيطاليا.
وفقًا لفريدريكسن، عندما وسّع المسيحيون المبشرون في وقت مبكر جهودهم التبشيرية، أصبحوا أيضًا على اتصال مع الوثنيين الذين انجذبوا إلى الديانة اليهودية. وفي نهاية المطاف، أصبح الوثنيون مشمولين في الجهد التبشيري لليهود الهلنستيين بهدف ضمّ «جميع الأمم» إلى بيت الله. لعب الهيلينستيون، من يهود الشتات الناطقين باللغة اليونانية فقط والمنتسبين إلى حركة يسوع الأولى في القدس، دورًا هامًا في الوصول إلى الوثنيين والجمهور اليوناني وخاصة في مدينة أنطاكية، التي تميزت بوجود مجتمع يهودي كبير إلى جانب مجتمع كبير من الجنتايل «المشركين بالله». من أنطاكية، بدأت المهمة التوجّه إلى الجنتايل، بما في ذلك بولس، الذي من شأنه أن يغير مبادئ الحركة المسيحية المبكرة، وتحويلها في نهاية المطاف إلى دين وثني جديد. وفقًا لدون، في غضون عشرة سنوات بعد موت يسوع، «بدأت الحركة المسيانية الجديدة التي ركزت على تصوّر جديد ليسوع»... ويمكن البدء من أنطاكية للحديث عن الحركة الجديدة باعتبارها «المسيحية».

### بولس وضمّ الأمم
عُدّ بولس المسؤول عن جلب المسيحية إلى أفسس وكورنث وفيلبي وسالونيك. وفقًا للاري هورتادو بقوله «إن بولس قد رأى إحياء يسوع بأنه بمثابة إيذانًا بتنبؤات علم الأخروات من قِبَل أنبياء الكتاب المقدس التي تتحول فيها دول «الجنتايل» الوثنية من أعماقها لتؤمن بالرّب الأوحد لكل إسرائيل (زكريا: 8:20-23)، إذ رأى بول في نفسه دعوة خاصة من الله أن يعلن القبول الإلهي للجنتايل ويستدعيهم للجوء إليه. وفقًا لكريستير ستينداهل، فإن السبب الرئيسي لكتابات بولس عن دور يسوع المسيح وخلاصه بالإيمان ليس الضمير الفردي للمخطئين الإنسانيين وشكوكهم حول اختيارهم من قِبَل الله أو لا، بل تكمن المشكلة الرئيسية لذلك في اجتذاب الجنتايل (اليونانيين) من منظري التوراة للخضوع إلى السلطة الإلهية. عارض اليهود المسيحيون «العبريين» تفسيرات بولس مثلما وردت في الإبيونية. مهّد تخفيف المتطلبات في المسيحية البولسية الطريق أمام ظهور كنيسة مسيحية أكبر، تمتد إلى ما هو أبعد بكثير من المجتمع اليهودي. ينعكس تضمين الجنتايل في نصوص لوقا، وهي محاولة للإجابة على مشكلة لاهوتية، ألا وهي كيف أن مسيح  اليهود أصبحوا تابعين لكنيسة غير يهودية؛ ذلك أن الجواب الذي يقدمه، بموضوعه المحوري، هو أن رسالة المسيح قد أُرسِلت إلى الجنتايل بعد أن رفضها اليهود في السابق.

### الانفصال عن اليهودية
ثمَّة فجوة متنامية ببطء بين المسيحيين من الجنتايل واليهود والمسيحيين اليهود بدلًا من الانقسام المفاجئ. وعلى الرغم من أنه يُعتقد عادة أن بولس كان قد أنشأ كنيسة خاصة بالجنتايل، الأمر الذي استغرقه قرونًا طويلة. أدّت هذه التوترات المتنامية إلى انفصال عظيم يكاد يكون قد اكتمل بحلول الوقت الذي رفض فيه اليهود المسيحيون الانضمام إلى ثورة بار كوخبا اليهودية. يُنظر إلى بعض من هذه الأحداث على أنها كانت مفصلية ومحورية في هذا الانفصال المتزايد بين المسيحية واليهودية.